# Ema Kogure
Ema Kogure (jap. 小暮 英麻 Kogure Ema; ur. 31 października 1976) – japońska seiyū, urodziła się w prefekturze Osaka, ale dorastała w Adachi. Pracuje dla Mausu Promotion.

## Filmografia
Ważniejsze role są pogrubione

### Seriale anime
- Aquarian Age – Sign for Evolution (EGO dziewczyna w odc. 4)
- Chrono Crusade (Nelly, Siostra Mary)
- Fushigi Yugi Eikoden (OVA, Saori Kawai)
- Gilgamesh (Quinque)
- Go! Go! Itsutsugo Land (Karin)
- Hanaukyo Maid Tai (OVA, Ringo)
- Hanaukyo Maid-tai (Ringo)
- Hand Maid May (Mika, Miyuki Zin, kobieta)
- Jin-Roh – The Wolf Brigade (film)
- Mermaid Melody Pichi Pichi Pitch (Karen, Meru (odc. 18, 24))
- Naruto (Ami, Naruto jako dziewczyna)
- Naruto Shippūden (Naruto)
- Night Wizard The Animation (Akari Himuro, Anzelotte)
- Patapata Hikōsen no Bōken (Jane Buxton)
- Kuragehime (Emcee w odc. 11)
- R.O.D -The TV- (prezenterka wiadomości w odc. 15)
- Sasami: Magical Girls Club (Ryo-Ohki)
- Star Ocean EX (Cecil)
- Super GALS (dziewczyna w odc. 24)
- Suteki! Sakura Mama (Mika Haruno)
- ToHeart2 (OVA, Maryan)
- ToHeart2 adplus (OVA, Maryan)
- ToHeart2ad (OVA, Maryan)
- Wieczność, której pragniesz (sprzedawczyni w odc. 5)
- Wolf’s Rain (dziewczyna w odc. 19)

### Gry
- Atelier Annie: Alchemists of Sera Island (Fitz Erberlin)
- Bloody Roar 4 (Mana the Ninetails)
- seria Boktai (Lita, Carmilla)
- Crash Bandicoot: The Wrath of Cortex (Coco Bandicoot)
- Crash Nitro Kart (Coco Bandicoot)
- Crash Twinsanity (Coco Bandicoot)
- Di Gi Charat Fantasy (Hinagiku)
- seria Galaxy Angel (Almo)
- Shinobido: Way of the Ninja (Princess)
- Lunar Knights (Carmilla)
- Way of the Samurai (Suzu)
- Princess Maker 5 (Michiru Kobayakawa)